# Ristorazione sostenibile
La ristorazione sostenibile, anche chiamata eco-ristorazione è un approccio gestionale alla ristorazione finalizzato a ridurre l'impatto sull'ambiente e ad incrementare, allo stesso tempo, i benefici di natura socio-economica. 
Si attua sia tramite procedure sia tramite l'uso di tecnologie che permettono di incrementare le prestazioni ambientali e di ridurne i costi fissi di gestione e conseguentemente permettono di offrire un servizio ad un prezzo concorrenziale. 

## Introduzione
L'ambiente ha acquisito negli ultimi anni un ruolo sempre più importante nelle scelte e nelle decisioni degli amministratori pubblici e dei cittadini, questi ultimi declinati nei loro molteplici ruoli di “consumatori” di territorio, tradizioni locali, prodotti e materie prime. 
In effetti, oltre agli aspetti legati alla qualità e alla sicurezza, organizzazioni e imprese si trovano a fronteggiare un numero crescente di richieste relative alla qualità ambientale dei propri prodotti e servizi. 
Come per gli altri settori economici, la domanda di ristoranti eco-compatibili è cresciuta negli ultimi anni. 

## Panoramica

### Internazionale
Nello scenario internazionale sono già molteplici i progetti sviluppati nell'ottica di un miglioramento della qualità ecologica del servizio di ristorazione; negli Stati Uniti ad esempio: l'etichetta Green Restaurant Certification 4.0 Standards e la Green Seal GS-46, l'iniziativa ecologica della National Restaurant Association denominata Conserve Solution for Sustainability, le linee guida della American Beverage Association che affrontano i temi della sostenibilità ambientale e sono rivolte a tutti gli attori protagonisti nella produzione e nella commercializzazione delle bevande; progetti simili sono stati sviluppati anche in Nuova Zelanda (The Better Cafè and Restaurant) e dal Dipartimento per la Protezione Ambientale di Hong Kong chiamato GreenRestaurants.
In ambito europeo invece è di rilevante importanza l'etichetta ecologica sviluppata dalla Nordic Ecolabel, volta a migliorare la qualità ambientale del servizio di ristorazione, mirando ad una riduzione significativa degli impatti ambientali causati dalle diverse attività connesse a tale servizio.
Nordic Ecolabelling for Restaurants
In Europa lo standard di riferimento per il settore della ristorazione è rappresentato dalla certificazione Nordic Ecolabelling for Restaurants, sviluppata nel 2006 dal comitato Nordic Ecolabel.
Il Nordic Ecolabel for restaurants, etichetta volontaria per la ristorazione, presuppone l'ottenimento della certificazione a fronte del superamento di una soglia minima di prestazione ambientale. Presuppone una verifica di terza parte per garantire la soddisfazione dei criteri obbligatori e volontari previsti nella checklist.

### Nazionale
Nella panorama nazionale oggi esistono diversi programmi di certificazione (locali, regionali o nazionali) esclusivi per il settore della ristorazione. Fino a pochi anni fa le etichette ecologiche presenti in Italia e che trattano la gestione sostenibile di un ristorante erano quelle riguardanti il settore della ricettività turistica: EU Ecolabel, Legambiente Turismo, ICEA Eco-Bio Turismo e AIAB Agriturismo Bio-Ecologico. 
Le etichette ambientali per le strutture turistiche considerano le attività di somministrazione pasti esclusivamente se associate ad una offerta di pernottamento.  
Oggi, in Italia sono diversi i progetti partiti che trattano la tematica della ristorazione sostenibile in maniera organica, sia a scala nazionale, che regionale che a scala locale (vedi lo studio Di Pierro R. et al., 2021:
Ristorazione Sostenibile 360
RS360 è un programma volontario di certificazione per la ristorazione, adatto ad ogni tipo di ristorante dell’intero territorio nazionale italiano. A 360° perché considera aspetti ambientali, economici e sociali e offre una visione ampia ed olistica della sostenibilità.
RS360 rappresenta un modo semplice e concreto per valorizzare le scelte gestionali del ristoratore, consapevole che per vincere la concorrenza ed innovare con successo deve indirizzare gli sforzi verso il miglioramento continuo.
È un’opportunità per il ristoratore di condividere con trasparenza i propri impegni responsabili ai clienti ed a tutti i portatori di interesse. Il ristoratore avrà la possibilità di valutare e misurare le proprie prestazioni di sostenibilità, anticipando così le sfide del futuro.
La filiera ristorativa e il settore della ristorazione saranno un laboratorio, “una cucina di sostenibilità” dove si elaboreranno ricette di economia, sociologia ed ecologia.
Con la messa in pratica esperienziale del programma i ristoratori saranno abilitati a comprendere quali sono gli ingredienti e come cucinare la sostenibilità. RS360 è un programma inclusivo, partecipato perché condiviso tra i portatori di interesse e consistente perché validato da un Comitato Scientifico, composto da membri della comunità tecnico-scientifica del settore, che ne garantisce la solidità ed il continuo adeguamento alle più avanzate conoscenze.
Ecoristorazione Trentino - Provincia Autonoma di Trento
La Provincia Autonoma di Trento è attualmente impegnata nello sviluppo di una etichetta ecologica di terza parte, che verrà rilasciata solo agli esercizi di ristorazione che garantiscono elevate prestazioni ambientali. L'intento infatti è di migliorare il già eccellente servizio offerto dai ristoratori trentini, aumentandone e valorizzandone l'attenzione ai temi ambientali. Linea comune del progetto è lo sviluppo sostenibile, nella accezione più larga del termine (ambientale, etica e sociale), nel quale, all'ottimizzazione nell'uso delle risorse, si associano comportamenti e tecnologie per ridurre i carichi ambientali e i costi superflui di un settore tra i prioritari per lo sviluppo territoriale.
In particolare il disciplinare di certificazione e la Prestazione ambientale Archiviato il 9 luglio 2021 in Internet Archive. che verterà sui seguenti ambiti di lavoro:
1. alimenti e bevande > priorità ai prodotti biologici, locali, solidali;
2. rifiuti > priorità alla riduzione, in particolare della frazione organica;
3. energia > priorità al risparmio energetico;
4. acqua > priorità al risparmio idrico;
5. acquisti non alimentari > priorità ai prodotti ecologici;
6. informazione, comunicazione, educazione ambientale > per il coinvolgimento della clientela nelle buone pratiche ambientali.

Carta Volontaria del Ristorante Sostenibile - Emilia-Romagna
La Carta Volontaria del Ristorante Sostenibile pdf è un progetto promosso da CONFESERCENTI Emilia-Romagna e sviluppato grazie al supporto scientifico di ARPA.
Cuore della fase di sviluppo del disciplinare è stata la fase di sperimentazione in cui sono stati coinvolti nove esercizi di ristorazione diversi per tipologia di servizio offerto e numero di coperti e scelti in maniera da essere eterogenei in tutta la regione.
Per aderire al circuito dei “ristoranti sostenibili” gli esercizi di ristorazione emiliano romagnoli sono tenuti a soddisfare una serie di criteri ambientali orientati alla riduzione degli impatti ambientali causati dalle normali attività dei ristoranti e alla sensibilizzazione/esortazione a stili di vita sostenibili. 
Il rilascio dell'etichetta ambientale è vincolato al superamento di una soglia minima di prestazione ambientale, che, a sua volta, si traduce a seconda del punteggio ottenuto dall'esercizio in tre livelli di certificazione sequenziali: 1. Basso, 2. Medio e 3.Alto.
I requisiti da soddisfare per ogni livello di certificazione sono ripartiti in otto macroaree: 
- Alimenti e bevande;
- Prodotti chimici;
- Energia;
- Acqua;
- Rifiuti;
- Prodotti ecologici e solidali;
- Sistema di gestione;
- Trasporti ed emissioni.

Progetto RISTECO - Sotral Spa
RISTECO, nasce come divisione ambiente della Sotral SpA, che si occupa di servizi di logistica per la ristorazione e raccoglie al proprio interno le competenze in campo ambientale sviluppate da Life Cycle Engineering ed Environment Park di Torino.
In particolare gli obiettivi di RISTECO sono:
- Implementare la raccolta differenziata nelle mense con avvio a idoneo recupero dei rifiuti generati;
- Progettare le piattaforme ed i sistemi di gestione dei rifiuti generati nella preparazione e somministrazione dei pasti;
- Implementare sistemi gestione ambientale per le aziende di ristorazione;
- Erogare moduli di formazione su tematiche ambientali per operatori della ristorazione;
- Fornire servizi di educazione ambientale e didattica rivolte ai bambini.

Progetto Sportello Mense Bio - Regione Emilia-Romagna
Nell'ambito delle politiche agricole, il progetto Sportello Mense Bio Archiviato il 5 marzo 2016 in Internet Archive. sostiene le produzioni agroalimentari certificate, legate al territorio d'origine, ottenute con metodi produttivi controllati, rispettosi della salute e dell'ambiente. Tale attività è stata di recente regolamentata dalla legge regionale n. 29/2002 "Norme per l'orientamento dei consumi e l'educazione alimentare e per la qualificazione dei servizi di ristorazione collettiva". La norma esorta al consumo, nell'ambito della ristorazione collettiva pubblica, di prodotti provenienti da coltivazioni biologiche, integrate, nonché di prodotti tipici e tradizionali regolamentati ai sensi della normativa comunitaria, nazionale, regionale vigente.
Ciò anche nella consapevolezza di dover tutelare la salute dei propri cittadini e in particolare delle categorie più esposte come i giovani, i malati e gli anziani, oltre che per favorire il consumo di produzioni locali e quindi promuovere lo sviluppo di attività agricole ecocompatibili nel proprio territorio.
Progetto Km Zero - Regione Veneto
Si chiama Progetto Km Zero l'operazione con cui Coldiretti Veneto vuole convincere mense, chef e grande distribuzione a proporre ai consumatori preferibilmente prodotti stagionali del territorio.
Il progetto “Km Zero” oggi è regolamentato attraverso una Legge Regionale, la n. 7 del 25 luglio 2008, la prima a livello nazionale che riconosce gli esercizi che adottano la produzione enogastronomia veneta, nella misura percentuale dal 30 al 50 percento.
Menu a km zero - Parco Nazionale Appennino tosco-emiliano
Il Parco Nazionale dell'Appennino tosco-emiliano, in collaborazione con le federazioni Coldiretti di Massa, Lucca, Reggio Emilia e Parma, dall'autunno 2008 propone una competizione tra ristoranti in cui vengono proposti menu con prodotti, locali e di stagione, provenienti dalle campagne vicine. I pasti offerti nell'ambito del progetto Menu a Km Zero, oltre a garantire qualità e freschezza nel rispetto dell'ambiente, riducono l'inquinamento causato dai trasporti. 
Il progetto intende recuperare e valorizzare il patrimonio agro-alimentare e gastronomico locale, promuovere negli esercizi di ristorazione la valorizzazione dei prodotti agro-alimentari del territorio del Parco nazionale, incentivare forme di turismo correlate alle eccellenze del territorio in una stagione turisticamente ancora marginale come l'autunno ed incentivare le filiere agro-alimentari locali e tradizionali, avvicinando produttori e consumatori, contribuire alla riduzione dei gas "effetto serra" derivanti dal trasporto delle merci.

## Ambiti d'intervento
Gli impatti ambientali dei servizi di ristorazione sono molteplici: consumi energetici e idrici, trasporto delle risorse alimentari, consumo di prodotti (per: pulizia, promozione, somministrazione pasti, etc.), produzione di rifiuti, etc.; pur non essendo disponibili molti dati di letteratura a questo riguardo sembra che l'interesse stia rapidamente crescendo e diversi studi e analisi sono stati effettuati nel corso degli ultimi anni.
Menù
La scelta degli alimenti, ingredienti e bevande offerti al cliente può contribuire notevolmente alla sostenibilità di questo comparto. 
- Alimenti e ingredienti stagionali e a "km zero" garantiscono una riduzione dei consumi di energia altrimenti associati al trasporto e alla conservazione degli alimenti e, allo stesso tempo, sono una spinta all'economia locale; gli acquisti alimentari rappresentano infatti, nel settore ristorazione, la fonte principale di impatti negativi sull'ambiente (Baldwin C., Wilberforce N., Kapur A., 2010). Inoltre sono ampiamente dimostrati dalla comunità scientifica (Joshipura et al. 1999; Lampe, 1999; Cox et al. 2000) gli effetti benefici sulla salute in quanto verdura e frutta di stagione hanno concentrazioni maggiori di vitamine ed elementi nutritivi rispetto agli stessi alimenti che subiscono processi di trasporto e conservazione.
- Alimenti, ingredienti e bevande certificati secondo lo standard da agricoltura biologica della Comunità Europea. "La filosofia dietro a questo diverso modo di coltivare le piante e allevare gli animali non è unicamente legata all'intenzione di offrire prodotti senza residui di fitofarmaci o concimi chimici di sintesi, ma anche (se non di più) alla fondata volontà di non determinare nell'ambiente esternalità negative, cioè impatti negativi sull'ambiente a livello di inquinamento di acque, terreni e aria" (fonte: agricoltura biologica), oltre che a contrastare la perdita di biodiversità, considerata da diversi studi scientifici come uno dei principali impatti negativi dovuti alla conversione degli ecosistemi naturali in agricoltura intensiva (Rockstrom, 2009).
- Alimenti, ingredienti e bevande (non reperibili a "km zero" come ad es. spezie e frutta tropicali) provenienti dal commercio Equo&Solidale (certificati secondo lo standard internazionale Fairtrade). In maniera da essere coerenti con la "sfera" etica della sostenibilità, supportando progetti etico-sociali nei quali si cerca di far crescere aziende economicamente sane e di garantire ai produttori ed ai lavoratori dei paesi in via di sviluppo un trattamento economico e sociale equo e rispettoso.

Energia
Il consumo di energia rappresenta una delle criticità principali per quanto riguarda la gestione ambientale di un ristorante, si pensi alle numerose apparecchiature presenti: forni, congelatori, stanze del freddo, lavastoviglie, ecc. Se i consumi vengono normalizzati alla superficie unitaria, il settore della ristorazione arriva a essere la tipologia di attività commerciale più energivora in assoluto, come si desume da uno studio condotto nel 2003 dall'Autorità Americana per l'Energia (EIA), sul consumo energetico per edifici commerciali statunitensi (Fonte: Commercial Buildings Energy Consumption Survey (CBECS), Autorità Americana per l'energia).
La riduzione dei consumi energetici di un ristorante ha come ricaduta positiva, diretta, una riduzione dei costi fissi di gestione e indirettamente un aumento di competitività legato all'ottimizzazione del servizio. Inoltre si avrà un nuovo appeal presso i consumatori più attenti all'ambiente.
Acqua
I consumi idrici sono tra i principali aspetti da prendere in considerazione per ridurre i carichi ambientali connessi alla ristorazione: si stima che ad ogni pasto sia associato un consumo idrico di 20-40 litri/pasto. Questo dato considera solo l'uso di acqua imputabile agli aspetti diretti (da bere, per cucinare, lavastoviglie, sanitari, etc.), mentre i carichi ambientali “nascosti”, imputabili alla coltivazione e alla lavorazione del cibo (allevamento, agricoltura), sarebbero ancor più intensi, si pensi che: l'impronta idrica  associata ad una bistecca di manzo è di circa 4.650 litri d'acqua!
Come per il consumo di energia, ci sono diverse tecnologie o semplici scelte per ridurre l'ammontare di acqua consumata. Questi accorgimenti ridurranno anche le pressioni delle acque reflue prodotte dal ristorante, che necessitano di essere opportunamente depurate e smaltite. 
Si possono ottenere grandi riduzioni nei consumi di acqua senza investire soldi in tecnologie, ma semplicemente cambiando abitudini e informando/formando lo staff. 
Prodotti ecologici
La preferibilità ambientale nelle forniture di prodotti e servizi implica l'introduzione di criteri ambientali (minimi impatti su acqua, suolo, aria, energia, rifiuti) nelle politiche di acquisto. 
Lo scopo di questa politica green è ridurre gli impatti ambientali associati alla domanda e al consumo di beni e servizi lungo tutto il loro ciclo di vita: dalle fasi di estrazione delle materie prime a quelle di smaltimento del prodotto a fine-vita; questo approccio permette di estendere il proprio impegno ambientale a tutte le filiere connesse alla propria attività ristorativa.
I sistemi di etichettatura ambientale consentono di scegliere prodotti a minore impatto ambientale. L'Ecolabel europeo, il sistema di etichettatura ecologica pubblico regolamentato dall'Unione Europea, comprende tra i prodotti: detergenti multiuso; detersivi per lavastoviglie; detersivi per piatti; detersivi per bucato; carta da ufficio; tessuto carta; ecc. .
Rifiuti
I ristoranti producono grandi quantità di rifiuti, tra le principali criticità associate alla produzione di materiali di scarto figurano gli imballaggi e i rifiuti organici.
In proporzione i più impattanti sono gli scarti organici, costituiti dai cospicui avanzi di cibo pre e post-consumo: “… se si donasse il 5% degli avanzi alimentari annui si riuscirebbero a nutrire 14 milioni di persone” (fonte: Feeding America - associazione non profit americana).
Nella maggior parte dei casi i rifiuti organici sono assimilati all'indifferenziato, causando l'incremento delle emissioni in discarica per fermentazione anaerobica metano-genica, condizione che rappresenta, in accordo con studi effettuati dall'EPA, la principale fonte di metano antropogenico (gas con un potenziale di effetto serra superiore all'anidride carbonica).